# Preussia dakotensis
Preussia dakotensis är en svampart som först beskrevs av Griffiths, och fick sitt nu gällande namn av Valldos. & Guarro 1990. Preussia dakotensis ingår i släktet Preussia och familjen Sporormiaceae.   Inga underarter finns listade i Catalogue of Life.